# Retrato de Ginebra de Benci
Este Retrato de mujer, llamado de Ginebra de Benci, es un cuadro atribuido a Leonardo da Vinci, datado hacia 1474-76. Está realizado al temple y óleo sobre tabla (madera de álamo). Mide 38,8 cm. de alto y 36,7 cm de ancho. Fue adquirido por la National Gallery of Art de Washington en 1967 por 5 millones de dólares pagados a la Casa Real de  Liechtenstein, un precio récord para ese tiempo.
Se cree que es un retrato de Ginebra de Benci (Ginevra de' Benci), lo que explicaría la representación del enebro a sus espaldas, en alusión a su nombre. De hecho, también se conoce como Retrato de mujer joven ante un enebro, aunque actualmente es más común el otro nombre. Aunque se la recuerda hoy en día solo por ser el tema de una de las 17 pinturas atribuidas a Leonardo da Vinci, Ginebra Benci fue una dama de la clase aristocrática del siglo XV de Florencia, admirada por su excepcional inteligencia por sus contemporáneos florentinos. Era hija de Amerigo Benci, un rico banquero amigo del padre de Leonardo, Piero da Vinci. Su familia estuvo vinculada mucho tiempo a la actividad de Leonardo en Florencia: la Adoración de los Magos, que quedó inacaba a la partida del pintor a Milán, se conservó en la casa Benci. La obra fue vista por Vasari, que escribió en Las vidas (1568): "[Leonardo] retrató la Ginebra de Amerigo Benci, una cosa muy hermosa".
La obra, en el palacio Benci, entró en las colecciones de los príncipes de Liechtenstein en Viena en 1733, y luego fue trasladada a Vaduz, como demuestra la presencia de un sello de cera roja en el reverso con las armas de Liechtenstein y la fecha.

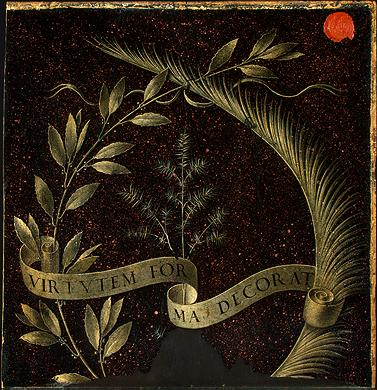
Reverso.

Probablemente fuera más grande originalmente, con unas proporciones muy similares a La Gioconda, habiendo sido el panel recortado más tarde por la parte inferior al menos en un tercio, perdiéndose las manos, siempre muy trabajadas por el artista. Podrían parecerse a las de un boceto conservado en la biblioteca real del castillo de Windsor.

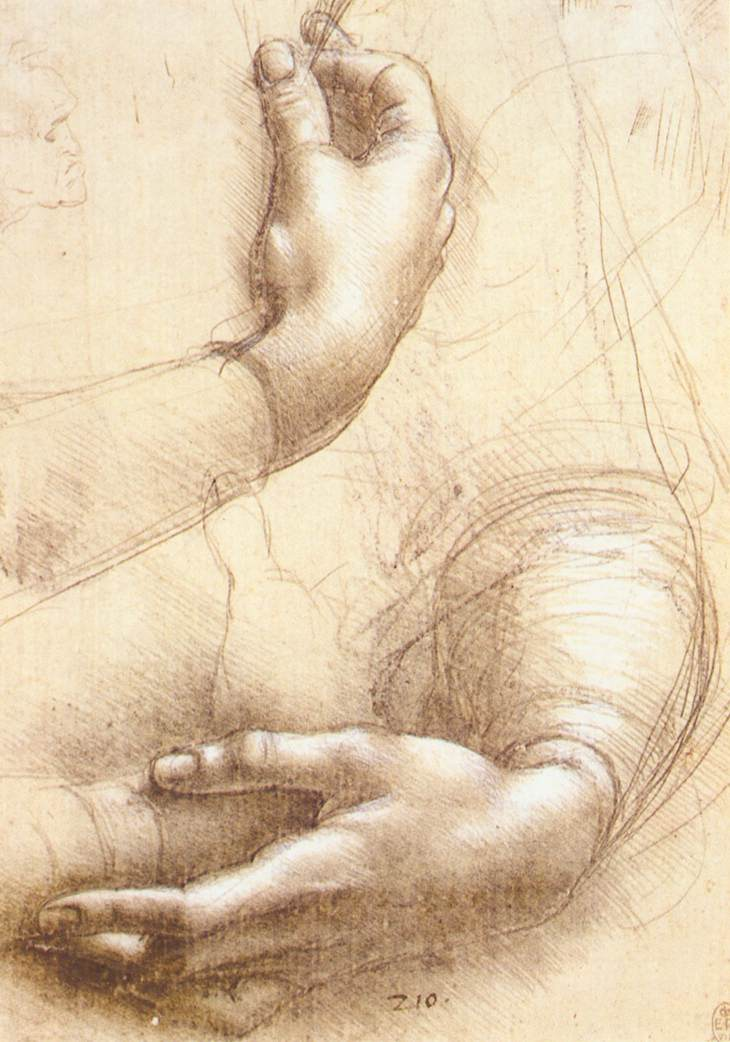
Estudio de manos, Windsor.

Se la considera obra del mismo autor de La dama del armiño del Museo Czartoryski, y en general se considera que el autor de ambas fue Leonardo, pero no sin voces disidentes dentro de la crítica.[cita requerida] Podría haber sido hecho con motivo del matrimonio de Ginebra, en 1474 o, dado que ella aparenta más de 18 años, pudo ser un encargo de años posteriores del embajador veneciano Bernardo Bembo, que tenía con la dama una amistad platónica. Pijoán considera que está datada hacia 1504, cuando Ginebra tendría treinta años.
Destaca por su extraña luminosidad, y la atención prestada al detalle. Hay toques de luz en el cabello, al modo de la pintura flamenca. La mirada de la modelo muestra seriedad y a su vez una belleza excepcional, modelo clásico renacentista. El pintor extendió la pintura, en algunos lugares, con los dedos, dejando así marcadas sus huellas dactilares. El paisaje del fondo muestra todos los elementos queridos del pintor: cuerpos de agua, campanarios y torres, montañas, todo tratado en tonalidades azules según la perspectiva aérea.
En el reverso está representada una guirnalda, con una rama de laurel y otra de palma, atada por una cartela en la que pone  "VIRTUTEM FORMA DECORAT" (la belleza adorna la virtud). La pintura del reverso podría aludir a la castidad del sentimiento amoroso que Ginebra inspiró.

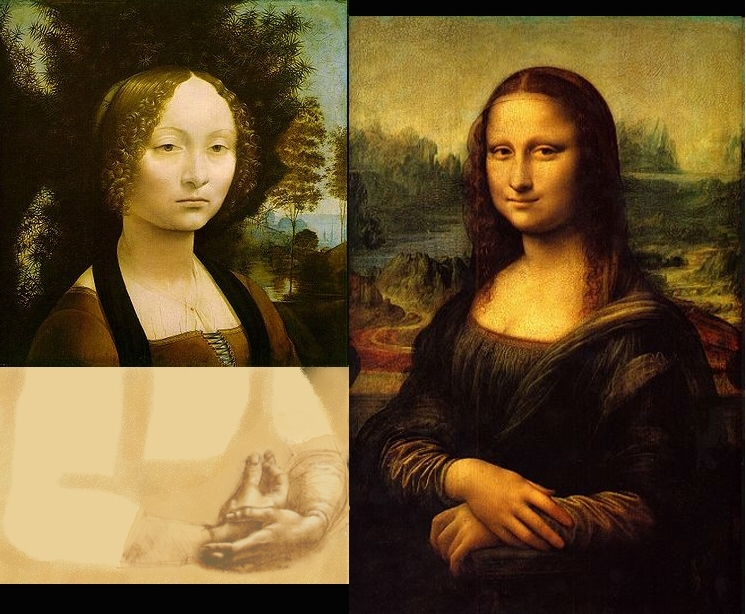
Reconstrucción hipotética del retrato y comparación con la Gioconda.
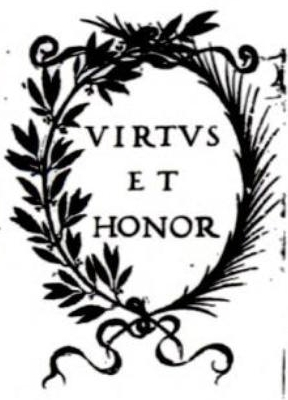
El emblema de Bernardo Bembo.
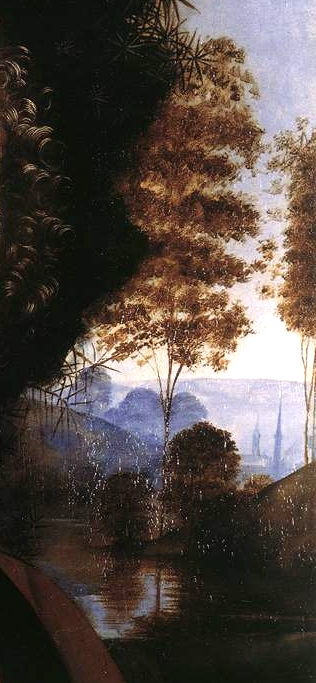
Detalle del paisaje.